# Varaždinska husarska graničarska pukovnija
Varaždinska husarska graničarska pukovnija osnovana je 2006. godine kao Udruga građana Husarska garda Varaždinske županije, a 2014. zbog povijesne utemeljenosti mijenja ime u Varaždinska husarska graničarska pukovnija. Ceremonijalna je postrojba Varaždinske županije i ima 17 članova, a smještena je u austrougarskoj jahaonici iz 1893. godine u vojarni u Optujskoj ulici u Varaždinu.Temelji se na vojnoj povijesti i tradiciji varaždinskog kraja. 
Zbog svoje su brzine i pokretljivosti husarske postrojbe osnivane kako bi izvršavale zadaće izviđanja, zasjeda i neočekivanog djelovanja u dubini neprijatelja, a sudjelovale su i u borbama protiv turske lake konjice i u onima među europskim susjedima. Varaždinsku husarsku graničarsku pukovniju osnovao je princ Joseph Friedrich von Sachsen-Hildburghausen (1702. – 1787.) nakon reorganizacije Vojne krajine i ustanovljavanja Karlovačkog, Varaždinskog, Banskog i Slavonskog generalata. Pukovnija je 1756. ratovala u Saskoj, 1757. u Češkoj, od 1758. do 1761. izvršavala je zadaće ophodnje u Saskoj, 1762. borila se kod Lužica u Poljskoj, 1778. ratovala je u Češkoj i Njemačkoj. Uvedena je 1769. u konjanički popis carske Habsburške vojske kao Konjanička pukovnija br. 41, a od 1780. do 1786. sve su husarske granične pukovnije ugašene.
Husarska odora sastojala se od kalpaka (krznena kapa), dolame (kratki kaput), kićene bluze, pletenog pojasa, hlača, čizama, kožnatog remena s fišeklijom (nabojnjača), a specifičan dodatak bila je kravata. Boje odore, znakovlje i detalji određeni su uredbom Marije Terezije tek 1767. godine, a dotad su ovisili o vlasniku postrojbe i njegovu imovinskom stanju. Husari su nosili sablju, karabin i kubure na sedlu te koplje duljine 220 cm.
Varaždinski husari spominju se i od 1874. do 1919. kao 10. husarska domobranska pukovnija, a sudjelovali su u borbama u Bosni i Hercegovini 1878., bitkama u Prvom svjetskom ratu te oslobađanju Međimurja 1918. godine.
Varaždinska husarska graničarska pukovnija tradicionalno je prisutna na brojnim svečanostima i događanjima. Uz sudjelovanje u obilježavanju Dana sjećanja u Vukovaru te na svečanom mimohodu povodom 20. obljetnice VRO Oluja, Dana pobjede i domovinske zahvalnosti i Dana hrvatskih branitelja u kolovozu 2015. u Zagrebu, zadnjih je godina sudjelovala u obilježavanjima proslave 1. svibnja u Trakošćanu, Dana Varaždinske županije, Bitke za Stari grad Varaždin u sklopu Špancirfesta, na Carskom balu u Beču, Husarskom balu u Sopronu i husarskom kampu u Mađarskoj.